# گوزد
گوزد (به لاتین: Gvozd) یک شهرستان در کرواسی است که در شهرستان سیساک-موسلاوینا واقع شده‌است. گوزد ۲۱۵٫۰۶ کیلومتر مربع مساحت و ۲٬۹۷۰ نفر جمعیت دارد و ۱۳۱ متر بالاتر از سطح دریا واقع شده‌است.